# Pogobrama barbatula
Pogobrama barbatula är en fiskart som först beskrevs av Guang Yu Luo och Huang, 1985.  Pogobrama barbatula ingår i släktet Pogobrama och familjen karpfiskar. Inga underarter finns listade i Catalogue of Life.